# Eyjólfr dáðaskáld
Eyjólfr dáðaskáld (poeta de los hechos) fue un escaldo de principios del siglo XI en la corte del jarl de Lade Eiríkr Hákonarson para quien compuso Bandadrápa, el único poema conocido de su autoría, del cual se conservan ocho estrofas y un refrán en las sagas reales, principalmente en Heimskringla y Skáldskaparmál. El contenido del poema se resume también en Fagrskinna. Las partes conservadas de Bandadrápa relatan los primeros hechos de Eirík: la muerte de Skopti, su ascenso como jarl siendo muy joven, sus incursiones en el Báltico y su ataque a Staraya Ladoga. Analizando Fagrskinna posiblemente el poema era mucho más extenso, incluida la participación del jarl en la batalla de Svolder y otros hechos posteriores. Se compuso hacia el año 1100 d. C.
Al margen del poema y su autoría, no se sabe nada más del escaldo. El refrán que aparece en Bandadrápa celebra la conquista de tierras Eiríkr "de acuerdo a la voluntad de los dioses", una frase prestada de Vellekla de Einarr skálaglamm. Esta referencia sobre los dioses sobre un ostensible Eirík cristiano sugiere que el poeta aún confesaba el paganismo nórdico.
Sobre el perfil del jark Eirík, cita:
Más combates aún
sostuvo este famoso
príncipe, según cuentan.
Erik venció al país.
El blindado guerrero
las costas de Gotland
asoló largo tiempo,
que era muy belicoso.